# S.O.B. (banda)
S.O.B. (Sabotage Organized Barbarian) también conocidos como SxOxBx es una banda de hardcore punk y Thrashcore de Japón.

## Historia
S.O.B fue una banda pionera y precursora dentro del Thrashcore y el hardcore punk. 
El grupo formado en 1983, debutó en 1986 con el Ep Leave Me Alone. En 1989 lograron reconocimiento internacional tras la salida de su Split con la banda británica Napalm Death. A los cuales también se les considera pioneros del grindcore principalmente por su trabajo Scum de 1987 .
En julio de 1989 los integrantes de S.O.B conocieron a los de Napalm Death durante la gira de estos últimos por Japón, los miembros de Napalm Death, Shane Embury y Lee Dorrian, colaboraron para el trabajo de S.O.B Thrash Night, lanzado por Rise Above Records. El mismo año la banda graba una sesión para el programa de radio de John Peel para la BBC.
El año 1993 la banda lanza Gate Of Doom, con una marcada influencia death metal de bandas como Morbid Angel o Carcass, algo que no se había visto en los trabajos anteriores de la banda. En otros álbumes como "Don't Be Swindle" o "What's The Truth?" mostraban influencias claramente Hardcore Punk de bandas como Siege, The Misfits, Black Flag, Suicidal Tendencies entre otras.
En junio de 1995, tras la salida del trabajo Vicious World, el cantante de la banda Tottsuan se suicida. Poco después Kevin Sharp de la banda Brutal Truth toma el lugar de Tottsua durante las presentaciones en vivo. Un mes más tarde S.O.B. dio su único concierto en Estados Unidos en la ciudad de Nueva York.
Sin embargo, en 1996 la banda anuncia que Tottsuan sería reemplazado por Naoto bajista de la banda Rise from the Dead.
En 2003 S.O.B regresa con el álbum Still Grind Attitude, que consiste en canciones viejas de la banda regrabadas. Aunque la banda sigue existiendo su antiguos fanáticos acusan a la banda de "venderse".

## Miembros

### Miembros actuales
- Oooga Booga - President
- Oseki - Vice President
- Trout Sniffer - Treasurer
- Yasue - Mánager
- KTM SX125 - Assistant

### Miembros pasados
- Yoshitomo "Tottsuan" Suzuki - (suicidio en 1995)
- Naoto - (1985-1989), (1996-2000)

### Miembros invitados
- Kevin Sharp
- Shane Embury
- Lee Dorrian

## Discografía

### LP
- Don't Be Swindle (1987)
- What's The Truth? (1990)
- Noise, Violence & Destroy (1992)
- Gate of Doom (1993)
- Vicious World (1994)
- Still Grind Attitude (2003)

### EP
- Leave Me Alone (1986)
- Osaka Mon Amour (1988)
- Thrash Night (1989)
- UK/European Tour (1989)
- Peel Sessions (1989)

### Split EP
- S.O.B. / Hijoukaidan (1987)
- Napalm Death / S.O.B. (1989)

### Sencillos
- Pusmort Flexi (1987)
- Suck Up Brain or Fuck Ya Brain? (1990)

### Otras publicaciones
- Studio Session Cassette (Demo, 1990)
- History Of... S.O.B. (Video/VHS, 2000)